# مناعة (ولاية المسيلة)
مناعة، اسمها السابق أولاد عطية، هي بلدية تابعة لدائرة مجدل بولاية المسيلة الجزائرية. تقع بالجنوب الغربي لولاية المسيلة وتبعد عن مقر الولاية ب120 كلم وتعتبر من البلديات المحاذية لولاية الجلفة، لها حدود مع بلدية سيدي عامر من الناحية الشمالية وبلدية تامسة من الناحية الشرقية وبلدية امجدل من الناحية الغربية وبلدية سليم من الناحية الجنوبية. قدر عدد سكانها 8506 نسمة حسب احصائيات عام 2008.